# Producer (Fernsehserie)
Producer (auch The Producers) ist eine südkoreanische Comedy-Fernsehserie aus dem Jahr 2015. Sie startete am 15. Mai auf KBS2 und wurde freitags und samstags ausgestrahlt. Die Serie wird im Stil einer Mockumentary produziert und dokumentiert humoristisch den Alltag im Hauptquartier von KBS in Yeouido in Seoul. Producer erhielt schon sehr viel Aufmerksamkeit als die Sendung angekündigt wurde aufgrund der Starbesetzung um Cha Tae-hyun, Gong Hyo-jin, Kim Soo-hyun sowie die Sängerin IU und dem Produzententeam, was dahinter steht.
Das englische Wort „Producer“ (Produzent) wird im Koreanischen 프로듀서 peurodyuseo geschrieben. Die koreanische Schreibweise der Serie ist jedoch 프로듀사 peurodyusa. Dies ist eine Art Wortspiel. Viele koreanische Bezeichnungen für sehr angesehene Berufe enden auf die Silbe ~사. So sind die Brüder von Baek Seung-chan (gespielt von Kim Soo-hyun) ein Anwalt (byeonhosa) und ein Arzt (Uisa).

## Hauptfiguren

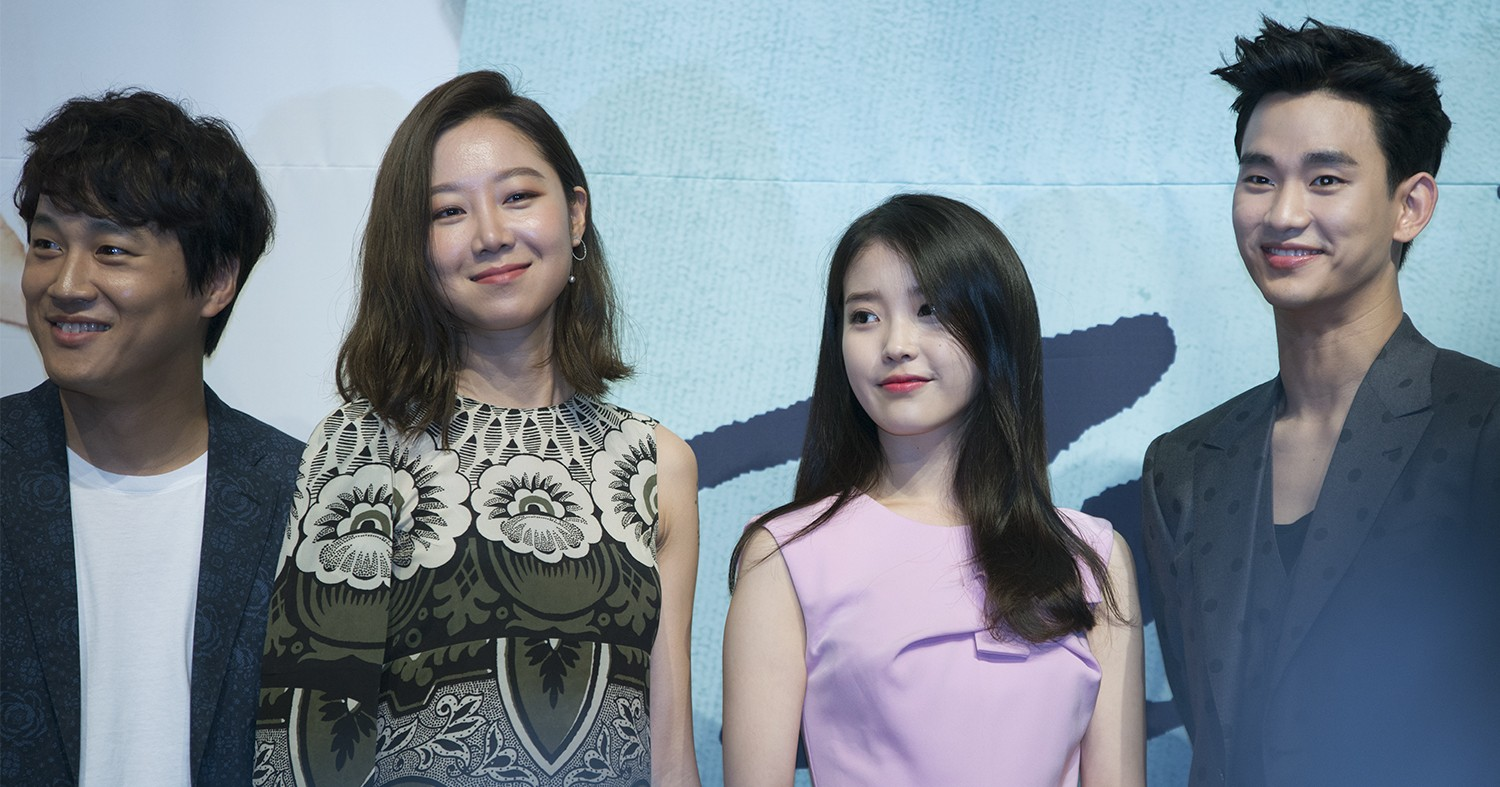
Von links nach rechts: Cha Tae-hyun, Gong Hyo-jin, IU, Kim Soo-hyun

### Ra Jun-mo
Ra Jun-mo ist Produzent der Sendung 1-bak 2-il (1박 2일) die nicht mehr sehr erfolgreich ist. Deshalb soll die gesamte Besetzung ausgetauscht werden.

### Tak Ye-jin
Tak Ye-jin ist die Produzentin des Musikprogramms Music Bank und hat jahrelange Erfahrung im Showgeschäft. Sie ist clever und zeigt den Menschen um sie herum genau, was sie denkt. Sie hat mit Geldproblemen und zieht deshalb bei ihrem Kollegen Ra Jun-mo ein.

### Baek Seung-chan
Baek Seung-chan ist ein neuer Produzent im Variety-Bereich von KBS. Er hat sich aufgrund seines Jugendschwarms für die Stelle beworben, die im gleichen Bereich tätig ist. Er hat große Startschwierigkeiten als Neuling und ist ziemlich ungeschickt. Insbesondere Produzent Ra Jun-mo und die unberechenbare Tak Ye-jin machen ihm das Leben schwer.

### Cindy
Cindy ist eine berühmte Popdiva, die als Eisprinzessin bekannt ist, da sie keine Gefühle zeigt.

## Einschaltquoten
| Episode | Ausstrahlungsdatum | TNMS-Quoten | TNMS-Quoten            | AGB-Quoten | AGB-Quoten             |
| Episode | Ausstrahlungsdatum | Südkorea    | Seoul (Metropolregion) | Südkorea   | Seoul (Metropolregion) |
| ------- | ------------------ | ----------- | ---------------------- | ---------- | ---------------------- |
| 1       | 15. Mai 2015       | 10,5 %      | 11,8 %                 | 10,1 %     | 10,5 %                 |
| 2       | 16. Mai 2015       | 11,2 %      | 12,3 %                 | 10,3 %     | 10,7 %                 |
| 3       | 22. Mai 2015       | 9,6 %       | 10,8 %                 | 10,2 %     | 11,4 %                 |
| 4       | 23. Mai 2015       | 11,5 %      | 13,3 %                 | 11,0 %     | 11,3 %                 |
| 5       | 29. Mai 2015       | 10,8 %      | 12,3 %                 | 11,2 %     | 12,0 %                 |
| 6       | 30. Mai 2015       | 12,8 %      | 14,4 %                 | 13,5 %     | 14,5 %                 |
| 7       | 5. Juni 2015       | 11,8 %      | 13,4 %                 | 11,7 %     | 12,3 %                 |
| 8       | 6. Juni 2015       | 13,8 %      | 16,7 %                 | 13,4 %     | 13,7 %                 |
| 9       | 12. Juni 2015      | 11,7 %      | 13,3 %                 | 12,6 %     | 13,5 %                 |
| 10      | 13. Juni 2015      | 13,8 %      | 15,6 %                 | 14,6 %     | 15,4 %                 |
| 11      | 19. Juni 2015      | 13,3 %      | 15,3 %                 | 13,4 %     | 14,5 %                 |
| 12      | 20. Juni 2015      | 18,2 %      | 20,4 %                 | 17,7 %     | 17,9 %                 |